# محمد توکلی
محمد توکلی عکاس ایرانی است. وی عضو انجمن عکاسان مطبوعات ایران است.
توکلی فعالیت حرفه‌ای خود را از سال ۱۳۸۰ و از همکاری با مطبوعات آغاز کرد و در این مدت با نشریات مختلفی مانند روزنامه ایران، کتاب سال ایران ورزشی، تهران امروز، روزنامه همشهری، گروه مجلات همشهری، مجله زندگی ایده‌آل و چندین نشریه دیگر همکاری داشته است.

## فعالیت‌های اولیه
- کارمند بخش صفحه آرایی در "ایران جمعه روزنامه ایران ورزشی
- کارمند بخش صفحه آرایی ضمیمه همشهری محله
- عکاس روزنامه همشهری
- عکاس مجله زندگی ایده‌آل
- عکاس در روزنامه تهران امروز

## افتخارات و جوایز داخلی و بین‌المللی
- رتبه اول در جشنواره مطبوعات شهری ایران (۲۰۰۵)
- مدال طلا در عکاسی خبری در رومانی تحت FIAP (فدراسیون بین‌المللی هنر عکاسی) در سال ۲۰۰۹[۲]
- مدال طلا در عکاسی خبری در جشنواره بین‌المللی عکاسی آرژانتین (۲۰۰۹)[۳]
- مدال طلا در عکاسی خبری در جشنواره بین‌المللی عکاسی هنگ کنگ (۲۰۰۹)[۴]
- جایگاه دوم در عکاسی خبری در جشنواره مطبوعات در ایران، ۲۰۱۰
- مدال نقره در عکاسی خبری نمایشگاه بین‌المللی انجمن عکاسی آمریکا (بخش علایق انسانی)، ۲۰۱۰[۵]
- رتبه اول در رقابت‌های داخلی عکاسی از سفره‌های افطار (۱۳۸۹)[۶]